# Golden Slumbers
A Golden Slumbers az angol rockegyüttes, a The Beatles dala az 1969-es Abbey Road albumról. Paul McCartney írta, és Lennon–McCartney szerzemény, amely a hatodik dala az album csúcspontjának számító másik oldalán helyet kapó zenei egyvelegen. A dalt a Carry That Weight követi, és megkezdődik az album végéhez vezető folyamat. A két dalt együtt vették fel egyetlen darabként, és mindkettő tartalmaz vonósokat és rézfúvósokat, amelyeket George Martin producer hangszerelt és vezényelt.

## Háttér
A Golden Slumbers Thomas Dekker egyik drámájának altatódalán alapul. McCartney látta a Cradle Song című vers kottáját apja liverpooli otthonában, amelyet mostohatestvére, Ruth hagyott egy zongorán. Mivel nem tudott kottát olvasni, ezért saját zenét írt hozzá. McCartney az eredeti vers első versszakát használja (kisebb szómódosításokkal), amelyet egyetlen lírai sort egészít ki (szintén kis változtatásokkal megismételve). Az 1885-ös St Nicholas Songs gyűjteményben, a 177. dal W. J. Henderson zenéje, amely a Golden Slumbers Kiss Your Eyes címet viseli és az eredeti verset írta át. Az Abbey Road nem Dekkernek tulajdonítja a strófát vagy a címet. Thomas Dekker versét W. J. Henderson 1885-ben, 1918-ban Peter Warlock valamint Charles Villiers Stanford Alfredo Casella közreműködésével zenésítette meg.

## Rögzítés
McCartney énekel a dalban. Altatódalhoz illő lágy hangnemben kezdi a dalt, zongora, basszusgitár és vonósszekció kísérettel. A dobok a "Golden slumbers fill your eyes" sorra jönnek be, McCartney pedig erősebb hangnemre vált, mindkettő kiemeli a refrénre való váltást. McCartney azt mondta: "Emlékszem, hogy nagyon erős énekhangot próbáltam rávenni, mert olyan gyengéd téma volt, így az ének erősségén dolgoztam rajta, és végül nagyon elégedett voltam vele."
A Golden Slumbers és a Carry That Weight felvétele 1969. július 2-án volt. John Lennon nem volt jelen a felvételen, mivel július 1-jén Skóciában egy autó baleset során megsérült, és július 6-ig kórházban feküdt.
Dobok, üstdobok és további énekhangok kerültek hozzáadásra egy ülés során történt szerkesztésen, július 31-én (aznap, amikor elkészült az első próbaverziója a lemez másik oldalán szereplő zenei egyvelegnek). Lennon is részt vett már ezen az ülésen. Augusztus 15-én a Golden Slumbers és öt másik dal 30 zenész munkájának köszönhetően zenekari hangzással egészült ki.
A skót White Trash együttes felvette a Golden Slumbers/Carry That Weight dalokat, amely kislemezként jelent meg az Apple Records kiadó által, egy héttel az Abbey Road album megjelenése előtt.

## Közreműködött
Ian MacDonald szerint:
The Beatles
- Paul McCartney – ének, zongora
- George Harrison – 6 húros basszusgitár
- Ringo Starr – dob, üstdob

További zenészek
- Ismeretlen zenészek – 12 hegedű, 4 brácsa, 4 gordonka, 1 nagybőgő, 4 kürt, 3 trombita, 1 harsona, 1 basszusharsona
- George Martin – zenekari hangszerelés

## Feldolgozások
Ezt a Beatles-számot sok zenész feldolgozta, többek között:
- George Benson[9]
- Ben Folds a Nevem Sam című 2001-es drámafilmhez[10] (később Steven Spielberg 2022-es, A Fabelman család című filmjében is hallható ez a feldolgozás[11])
- Nia Vardalos
- Judy Collins
- Jennifer Hudson a 2016-os Énekelj! című animációs filmben[12]
- Elbow[13]
- Dua Lipa[14]

## Fordítás
Ez a szócikk részben vagy egészben  a   Golden Slumbers című angol Wikipédia-szócikk fordításán alapul.  Az eredeti cikk szerkesztőit annak laptörténete sorolja fel. Ez a jelzés csupán a megfogalmazás eredetét és a szerzői jogokat jelzi, nem szolgál a cikkben szereplő információk forrásmegjelöléseként.

## Forrás
- Dekker, Thomas; Chettle, Henry; Haughton, William (1603). The Pleasant Comodie of Patient Grissill
- Ian MacDonald: A fejek forradalma. A Beatles és a hatvanas évek. (ford. Révbíró Tibor) Budapest: Helikon Kiadó, 2015. ISBN 978-963-227-468-3
- Molnár Imre–Molnár Gábor: Halhatatlan Beatles. Lírai monográfia; magánkiadás, Budapest, 2001. (újrakiadás) ISBN 963-500-451-6

## Külső hivatkozás
Allan W. Pollack megjegyzései a Golden Slumbers dalról